# Паллавичино, Агостино
Агостино Паллавичино (итал. Agostino Pallavicini; Генуя, 1577 — Генуя, 1649) — дож Генуэзской республики.

## Биография
Об Агостино Паллавичини сохранилось крайне мало исторических сведений. Он был сыном Франческо Паллавичини и Виоланте Гримальди, родился в Генуе в 1577 году (или в 1575 году, по другим источникам).
В Генуе он занимал различные государственные посты, в том числе губернатора Корсики в период между 1606 и 1608 годами, а также должность защитника Банка Сан-Джорджо в 1625 году.
13 июля 1637 года он был избран Великим Советом на пост дожа, 103-го в республиканской истории. Одновременно он был королём Корсики. Под его командованием началось строительство причала у маяка Генуи.
После истечения срока мандата он был назначен пожизненным прокурором и умер в Генуе в 1649 году. Его тело было погребено в церкви Сан-Сиро.